# Університет Тенрі
Університет Тенрі (яп. 天理大学, Тенрі Дайґаку) — японський приватний університет в Тенрі, префектура Нара. Заснований у лютому 1925 року як Школа іноземних мов Тенрі (яп. 天理外国語専門学校, Тенрі Гайкокуго Сенмон Гакко), де навчалося 104 студенти, у квітні 1949 року реорганізовано в університет. У Японії здобув популярність завдяки навчанню іноземним мовам та дзюдо.